# Splendrillia intermedia
Splendrillia intermedia é uma espécie de gastrópode do gênero Splendrillia, pertencente a família Drilliidae.